# 盧欽 (波皮利尼亞區)
50°8′18″N 29°38′5″E / 50.13833°N 29.63472°E
盧欽（烏克蘭語：Лучин）是烏克蘭北部的村莊，隸屬日托米爾州的日托米爾區。該村處於卡利尼夫卡河畔，始建於1612年，面積3.5平方公里，海拔高度178米，2001年人口391，人口密度每平方公里111.68人。